# Ixora tenuiflora
Ixora tenuiflora är en måreväxtart som beskrevs av William Roxburgh. Ixora tenuiflora ingår i släktet Ixora och familjen måreväxter. Inga underarter finns listade i Catalogue of Life.